# Maik Hammelmann
Maik Hammelmann (* 21. Februar 1981) ist ein ehemaliger deutscher Handballspieler und heutiger Handballtrainer und -manager.
Als Spieler bekleidete Hammelmann die Position als Torwart. Seine Körpergröße beträgt 1,82 m. Er spielte für seinen Heimatverein TV Emsdetten in der 2. Bundesliga. Zur Saison 2004/05 wechselte Hammelmann von der 1. in die 2. Mannschaft des TV Emsdetten. 2005 wechselte er zum Regionalligisten VfL Waiblingen. Nach einem halben Jahr in Waiblingen wechselte er zum Ligakonkurrenten TV Bittenfeld, mit dem er 2006 in die 2. Bundesliga aufstieg. Nach eineinhalb Spielzeiten kehrte Hammelmann 2007 zum VfL Waiblingen zurück. Zur Saison 2013/14 wechselte er zum Württembergligisten TSV Schmiden.
Im Herbst 2013 übernahm Hammelmann, der zu diesem Zeitpunkt bereits über eine B-Lizenz verfügte, zusammen mit Tim Baumgart die Trainerverantwortung beim TSV Schmiden, wobei beide als Spielertrainer tätig waren. In der Saison 2014/15 stiegen sie mit Schmiden in die Oberliga auf. Im November 2015 trennte sich der TSV Schmiden vom Trainerduo Hammelmann/Baumgart.
Im Jahr 2016 kehrte Hammelmann als Co-Trainer und Sportlicher Leiter erneut zum VfL Waiblingen in die Württembergliga zurück. Bis zum Ende der Saison 2015/16 übernahm Hammelmann auch die Funktion des Trainers.
2006 wurde Hammelmann für besondere Verdienste um den Sport mit der Sportverdienstplakette der Stadt Waiblingen ausgezeichnet.
Hammelmann hat ein Betriebswirtschaftsstudium in der Sparte Personal absolviert. Er arbeitet als Personalreferent in Möhringen.